# Grand Forks County
Grand Forks County är ett administrativt område i delstaten North Dakota, USA. År 2010 hade countyt 66 861 invånare. Den administrativa huvudorten (county seat) är Grand Forks. 

## Geografi
Enligt United States Census Bureau har countyt en total area på 3 730 km². 3 725 km² av den arean är land och 5 km² är vatten.

### Angränsande countyn
- Walsh County - nord
- Polk County, Minnesota - öst
- Traill County - sydöst
- Steele County - sydväst
- Nelson County - väst